# 8074 Слейд
8074 Слейд (8074 Slade) — астероїд головного поясу, відкритий 20 листопада 1984 року.
Тіссеранів параметр щодо Юпітера — 3,301.